# Anders Baggesen
Anders Baggesen (født 9. oktober 1958 i Vendsyssel) er en dansk skuespiller og teaterinstruktør.
Baggesen er uddannet fra Skuespillerskolen ved Aarhus Teater i 1980 og har været tilknyttet teatret langt størstedelen af sin karriere, men det er dog også blevet roller ved Aalborg Teater, Gladsaxe Teater, Aveny Teatret, Amagerscenen, Det Danske Teater og Det Ny Teater. Gift med Joan Baggesen (pr chef Aarhus Teater) 1980 - 1990. Sammen har de to børn, Julie Marie Baggesen Høgsberg (f. 26/9 - 80) og Andreas Baggesen (f. 29/7 - 82). 
Han har ved siden af skuespilgerningen fungeret som instruktør af børneteater, revyer og musikteater; udover opsætninger ved Aarhus Teater også for Den Jyske Opera og fra 2004 som instruktør af Vilhelmsborg Festspil. I 2005 fik han Årets Reumert for sin rolle i Lykke-Per på Aalborg Teater.

## Filmografi
- Ofelia kommer til byen (1985)

### Tv-serier
- Jul på slottet (1986)
- Jul på Kronborg (2000)